# Hattmakarens bal
Hattmakarens bal är en svensk stumfilm från 1928 med regi och manus av Edvard Persson. Persson hade även en roll i filmen, tillsammans med bland andra hustrun Ellen Rosengren och Mim Ekelund.
Filmens förlaga var pjäsen med samma namn av Selfrid Kinmanson, vilken hade uruppförts den 8 december 1883 på Mosebacketeatern i Stockholm. Filminspelningen ägde rum på sommaren 1928 i Husarkasernens gymnastiksal i Malmö
och i Ystad. Filmen premiärvisades den 17 november samma år på biograferna Röda lyktan och Imperial i Stockholm. Två dagar senare hade den Malmöpremiär på biograf Metropol.

## Handling
Hattmakare Cederström vill gifta bort sin ena dotter Marianne med godsägare Melander. Marianne är dock intresserad av poeten Ernst Malm. När denne till slut vinner pris för en diktsamling ändrar sig Cederström och giftermål kan äga rum. Godsägare Melander gifter sig med den andra dottern Lotten.

## Rollista
- Edvard Persson – August Cederström, hattmakare
- Ellen Rosengren – Mathilda Cederström, Augusts fru
- Mim Ekelund – Marianne, Augusts och Mathildas äldsta dotter
- Eli Fahnö – Lotten, Augusts och Mathildas yngsta dotter
- Harald Svensson – Ernst Malm, poet
- Torre Cederborg – Malm, bokhållare, Ernst Malms farbror
- Adolf Jahr – Ulrik Melander, godsägare
- Jullan Kindahl – Jullan, trotjänarinna
- Edith Svensson – Marta, Ulriks syster
- William Engeström	– kapten Ståhl, Ulriks morbror
- John Degerberg – verkmästare Pipelaus Deutschland
- Victor Thorén	– tapetuppsättare
- Hilding Rolin – gäst på balen
- Bertil Brusewitz – gäst på balen
- Bollan Lundqvist – gäst på balen

### Fotnoter
1. 1 2 3  ”Hattmakarens bal”. Svensk Filmdatabas. http://sfi.se/sv/svensk-filmdatabas/Item/?itemid=3653&type=MOVIE&iv=Basic&ref=/templates/SwedishFilmSearchResult.aspx?id%3d1225%26epslanguage%3dsv%26searchword%3dhattmakarens+bal%26type%3dMovieTitle%26match%3dBegin%26page%3d1%26prom%3dFalse. Läst 20 mars 2013.